# Vejen frem
Vejen frem er en dansk propagandafilm fra 1942 instrueret af Aage Jessen og efter manuskript af Tage Mortensen.

## Handling
Partifilm for Venstres Landsorganisation. Arbejdet og aktiviteterne i Venstres Ungdom præsenteres med en kærlighedshistorie som gennemgående historie. Denne mere faktuelle del krydres med billeder af Danmarks arbejdende folk, fritid, natur, landbruget og nationale symboler som Holger Danske og Kronborg Slot. Grafiske illustrationer viser, at medlemstallet fra 1911-1941 er steget fra 2000 til 63.000. Partiet har en lang række aviser fordelt over hele landet. Optagelser fra samlinger og landsmøder.

## Medvirkende
- Svend Roar Christensen, Peter Holm
- Ruth Søgaard, Ingerlise Hornbøll
- Henning Kamp Larsen, Fritz Andersen
- Knud Kristensen
- Kong Christian X